# NGC 5521
NGC 5521 este o galaxie spirală situată în constelația Fecioara. A fost descoperită în 10 aprilie 1828 de către John Herschel.